# Еволюційна економіка
Еволюційна економіка (англ. Evolutionary economics) — термін, що визначає економічні концепції, розроблені з початку XX століття, які дозволяють пояснити економічні процеси за аналогією з процесом еволюції, що відбувається в природному середовищі.
Еволюційна економіка займається вивченням процесів, які трансформують економіку для фірм, установ, галузей, зайнятості, виробництва, торгівлі задля економічного зростання, використовуючи еволюційну методологію.

## Опис
Еволюційна економіка не виокремлює сферу економічної діяльності людей від впливу інших факторів, наприклад, психологічних, культурних, соціологічних, кліматичних, політичних та технологічних. Вона аналізує економічний процес у своєму русі, тобто в пошуках рівноваги, що постійно порушується під впливом різних чинників та шоків. В рамках концепції еволюційної економіки підкреслюється проблема обмеженості людських знань, що впливає на окремі рішення, які, відповідно, не можуть бути оптимальними. Еволюційна економіка має непогані результати в галузі мікроекономічного аналізу, у той час, як з офіційною і суто макроекономічною наукою вона взаємодіє доволі слабо. Моделювання еволюційних явищ до недавнього часу було технічно неможливим, тому перші формальні моделі, що дозволяють проводити аналіз у масштабах усієї економіки або принаймні її галузі, були розроблені до 1980-х років (Річардом Нельсон та Сідні Вінтер).
Деякі елементи концепції еволюційної економіки, насамперед включаючи інновації у створених моделях, були використані традиційною економічною наукою. Проте, розбіжності в системі понять та категорій, що використовує традиційна економічна наука та еволюційна економіка, є перешкодою для перетворення еволюційної економіки в економічну школу з цілісною і самостійною парадигмою.

## Попередники
Еволюційна економіка посилалася на концепції Чарльза Дарвіна, Жана Ламарка та Герберта Спенсера і була спрямована проти методу та парадигми неокласичної економіки, зокрема неоінституціоналізму. На відміну від традиційної економічної науки, еволюційна економіка у якості свого предмета визначає пізнання мотивів людської діяльності в процесі управління, визначаючи принципи економічного розвитку та розуміння сутності діяльності суб'єктів господарювання та механізмів, які керують цією діяльністю, використовуючи природознавчі засоби, а не механіку.

### Веблен (1898)
Торстейн Веблен (1898) запровадив в англомовний науковий лексикон термін «еволюційна економіка» (англ. Evolutionary economics). Він розпочав свою кар'єру в розпал періоду інтелектуального бродіння і як молодий учений вступив у безпосередній контакт з деякими провідними діячами різних рухів, які мали сформувати стиль і зміст суспільних наук у наступному столітті. Веблен бачив необхідність враховувати культурну розбіжність у своєму підході; жодна універсальна «природа людини» не могла бути використана для пояснення різноманітності норм та поведінки, які, як показала нова наука антропології, є правилом, а не винятком. Він наголошував на конфлікті між «промисловими» та «грошовими» або церемоніальними цінностями, і ця вебленівська дихотомія трактувалася в руках наступних дослідників як «церемоніальна (інструментальна) дихотомія».

## Сучасна еволюційна економіка
Сучасний внесок у розвиток ідей еволюційної економіки пов'язують з іменами Річарда Нельсона та Сідні Г. Вінтер. Йдеться про їхню відому спільну публікацію «Еволюційної теорії економічних змін» (англ. Evolutionary Theory of Economic Change). Автори зосередились переважно на питанні змін у технологіях та процедурах, пропонуючи основу для їхнього аналізу. Якщо зміни постійно відбуваються в економіці, то повинен діяти якийсь еволюційний процес, і з'явилася пропозиція, що цей процес має дарвінівський характер. Потім повинні бути визначені механізми, що забезпечують вибір, генерують варіації та забезпечують самовідтворення. Автори застосували термін «постійні зміни» задля того, щоб висвітлити саме еволюційний аспект економічних процесів і порівняти його з популярною в класичній економіці концепцією «сталого стану».